# Guido Van Genechten
Guido Van Genechten (Mol, 19 augustus 1957) is een Vlaamse auteur en illustrator. Guido Van Genechten is wereldwijd bekend met zijn prentenboeken.
In 1995 verscheen In het donker het eerste in een inmiddels omvangrijke reeks prentenboeken voor peuters en kleuters. Het bekendste figuurtje door hem ontworpen is waarschijnlijk het konijntje met het slap oortje Rikki.
Guido Van Genechten studeerde typografie en werkte jarenlang in de grafische sector, waar hij vooral bezig was met lay-out en montage. Intussen volgde hij lessen tekenen, schilderen, grafiek en fotografie aan de kunstacademie van Mol.
Zijn prentenboeken verschenen in vele talen. In 2010 is zijn prentenboek Wiebelbillenboogie prentenboek van het jaar 2010 en staat centraal in de Nationale Voorleesdagen.